# 中川カ〜ル
中川 カ〜ル（なかがわ カール、1967年2月14日 - ）は、日本の漫画家、イラストレーター。宮崎県都城市出身。

## 経歴
昭和42年2月14日生まれ。1984年に宮崎県立都城工業高校インテリア科を卒業。上京し竜崎遼児のアシスタントを経て、その後独立。
アシスタント在籍中の1991年に『週刊少年ジャンプ』増刊Summer Specialにて「超プロレス宣言!!」でデビュー（当時のペンネームは姫城喧太郎）。独立後にペンネームを中川カ〜ルと改め、イラストレーター、漫画家として活動。アシスタント以前にプロレスのマスク、コスチュームを制作していた会社でアルバイトをしていたことがあり、漫画やイラストの仕事と平行してマスクデザインや制作なども行う。他にもプロレス関係ではロゴデザインやTシャツデザイン、チャンピオンベルトやグッズ等のデザインも行っている。
二代目タイガーマスク（三沢光晴）のマスクデザインを担当（ビクトリー、最後のマスクとなったビクトリー牙付の二種類）。その他に大阪プロレスやアキバプロレスなどへマスクデザインを提供している。
現在はジャンバリコミックとパチンコ情報誌「パチンカー」「web版comico」への定期連載を中心に執筆活動を行っている。